# Bitva u Towtonu
Bitva u Towtonu jako součást války růží byla jednou z největších a nejkrvavějších bitev vybojovaných na území dnešní Velké Británie. Střet se odehrál 29. března 1461 na zasněžené pláni mezi vesnicemi Towton a Saxton v Yorkshire (asi 19 km jihozápadně od Yorku).
Podle historiků se bitvy účastnilo dohromady 50 až 65 tisíc mužů. Dobové zprávy uvádějí celkové ztráty obou stran celkem 28 tisíc mužů, podle nejnovějších výzkumů jde však o nadsazený údaj a skutečné ztráty dosahovaly několika tisíc mrtvých. 

## Pozadí
Eduardovo vojsko vyrazilo směrem na sever ve třech formacích vedených Richardem, hrabětem z Warwicku, jeho strýcem lordem Fauconbergem a Eduardem samotným. Lancasterové, aby zpomalili postup nepřátelského vojska, zničili most u Ferrybridge. Yorkové v místě původního mostu postavili dočasný most. 29. března se začali přes tento most ve velmi nepříjemném počasí (foukal studený vítr a padal sníh) přesouvat na druhý břeh řeky.
Yorská armáda postupovala k místu boje tak, že Eduard velel centru vojska, Warwick pravému křídlu a Fauconberg levému. Další yorské posily vedené vévodou z Norfolku měly zpoždění a stále ještě se přesouvaly k místu boje. Lancasterské vojsko obsadilo vyvýšenou plošinu, která byla na pravé straně ohraničena řekou. Jejich velitelem byl Jindřich, vévoda ze Somersetu, který velel centru armády, Jindřich, hrabě z Northumberlandu velel pravému křídlu a Jindřich, vévoda z Exeteru velel levému křídlu.

## Bitva

Počáteční rozmístění protivníků
Yorkové (bílá)
Lancasterové (červená)

I když Lancasterové zaujali lepší pozici s dobrými podmínkami pro jejich lučištníky a Yorkové museli při útoku stoupat do kopce, jejich nevýhodou byl špatný vítr. Yorští lukostřelci měli vítr v zádech a tak přečíslili sílu nepřítele, který byl navíc oslněn odrazem světla od sněhu. Několik oddílů yorských lukostřelců vystřelilo své šípy na protivníka a stáhli se v momentě, kdy Lancasterové chtěli střelbu opětovat. Poté znovu vyrazili dopředu a sbírali šípy nepřátel, které skončily působením nepříznivého větru před jejich přední linií. Netrpěliví Lancasterové vyrazili dopředu, aby zaútočili na své nepřátelé, místo aby se neustále chránili před šípy protivníka, ale tím zároveň ztratili výhodnou pozici na návrší.
Když byl zahájen boj zblízka, byl velmi intenzivní a vojáci museli několikrát dokonce přerušit boj, aby odstranili mrtvá těla z cesty k nepříteli. Boj trval několik hodin, aniž by některá strana získávala vítězství na svou stranu až do časného odpoledne, kdy dorazil Norfolk s čerstvými vojáky a posílil pravé křídlo Yorků. Levé křídlo Lancasterů tak muselo vzdorovat přesile a začalo v tomto úseku ustupovat. Někteří Lancasterové se pokusili utéci směrem na Tadcaster, ale většina byla zatlačena doprava směrem na řeku.
Předpokládá se, že největší ztráty na životě se staly při ústupu. Několik mostů přes sousední řeku se zbortilo pod vahou ustupujících vojáků, kteří padli do ledové vody. Ti, kteří se nedostali na most, byli zatlačeni do vody nebo zabiti. Nejhorší masakr se údajně udál u Bloody Meadow („Krvavá louka“), kde údajně ustupující vojáci překonávali řeku po tělech mrtvých spolubojovníků. Celá cesta z Towtonu k Tadcasteru byla pokryta mrtvými těly.
Ustupující vojáci lancasterské armády, kteří odhazovali brnění a zbraně, aby mohli rychleji utíkat, byli snadným terčem yorského jezdectva. Velká část lancasterských velitelů se zachránila, ale vévoda z Northumberlandu padl. Poté, co zbytky lancasterského vojska dorazily v panice do Yorku, královna Markéta, Jindřich VI. a Somerset uprchli do Skotska.